# Ölürüm Sana
Az Ölürüm Sana Tarkan 1997-ben megjelent harmadik albuma, mely csaknem 4 millió példányban kelt el.

## Dalok
- Ölürüm Sana (Meghalnék érted), 1997[1]
  - 1: Şımarık (Elkényeztetett) – 3:55
  - 2: İkimizin Yerine (Mindkettőnkért) – 3:50
  - 3: Ölürüm Sana (Meghalnék érted) – 4:42
  - 4: Salına Salına Sinsice (Kacérkodó) – 4:06
  - 5: Gecemin Ürkek Kanatlarında (Az éjszaka félénk szárnyain) – 3:56
  - 6: Kır Zincirlerini (Törd szét láncaid) – 5:23
  - 7: İnci Tanem (Gyöngyvirágom) – 5:38
  - 8: Başına Bela Olurum (Főhet majd a fejed!) – 4:11
  - 9: Unut Beni (Felejts el) – 5:28
  - 10: Delikanlı Çağlarım"(Fiatalságom napjai) – 3:43
  - 11: Beni Anlama (Ne érts meg) – 5:21

Fordítás: Ali Yildirim, Baksa Tímea

## Közreműködők
- Kiadó, producer: Mehmet Söğütoğlu
- Felelős producer: Tarkan
- Zenei rendezés, billentyűk: Ozan Çolakoğlu
- Segédproducerek: Özgür Buldum, Uygar Ataş, Egemen Öncel
- Editing: Özgür Buldum, Çağlar Türkmen, Serhan Keser (Compel LTD), Duyal Karagözoğlu
- Mastering: Çağlar Türkmen
- Mix: Riza Erekli, Ozan Çolakoğlu, Brian Kinkead
- Stúdió: Erekli Tunç, İstanbul Plak, Platinum Island, Imaj
- Tonmaister: Özgür Buldum, Arzu Alsan, Serkan Kula, Shawn Coffey, Murat Matthew Erdem, Steve Sauder, Denise Barbarita, Ufuk Çoban
- Fénykép: Tamer Yılmaz
- Smink és haj: Zeki Doğulu
- Kosztüm: Bahar Korçan
- Divatszakértő: Hakan Öztürk
- Grafika: Onur Özkılınç
- Nyomda: Onur Ofset

### Háttérvokál
- Levent Yüksel
- Azcan Dağıstanlı
- Elif Ersoy
- Turgut Berkes
- Nalan
- Nazire Yağız
- Seda Tüfekçi
- Sabri Tüfekçi
- Can Erkencigil

## Külső hivatkozások
- Tarkan Translations
- Tarkan dalszövegek magyarul
- Tarkan hivatalos honlap